# La Montée du Carmel
Pour les articles homonymes, voir Carmel.
La Montée du Carmel ou « La subida del Monte carmelo » est un poème de mystique composé par Jean de la Croix à l'occasion de la rédaction de son traité spirituel la Montée du Carmel. Ce poème décrit le dépouillement nécessaire (et volontaire) de l'âme pour pouvoir s'unir à Dieu. 
Ce poème est peu connu car il ne fait pas l'objet d'un traité spirituel (comme certaines de ses autres œuvres majeures), et qu'il n'est abordé que rapidement dans un des chapitres de son œuvre de la Montée du Carmel. Le poème a été rédigé comme un « commentaire » du dessin du mont Carmel, réalisé pour imager le contenu du traité. Il est généralement diffusé avec ce dessin, dans le cadre d'une édition du traité.
Enfin, la composition du poème a évolué dans le temps car si elle compte quatre strophes dans les dernières versions, elle n'en compte que trois dans la rédaction du traité la Montée du Carmel.

## Historique du poème et du dessin
La Montée du Carmel ou « La subida del Monte carmelo » est un court poème écrit par Jean de la Croix entre 1584 et 1585 dans le cadre de son traité de spiritualité intitulé la Montée du Carmel.

Dessin de la montée du mont Carmel réalisé par Jean de la Croix au XVI.

Pour expliquer les vers du poème La Nuit obscure, Jean de la Croix débute la rédaction d'un traité spirituel : la Montée du Carmel. Dans cet ouvrage qui est structuré (au départ) sur l'analyse du premier poème, l'auteur va ajouter en fin de son chapitre 13 (du livre I), un court poème de trois strophes. Par la suite, Jean de la Croix va réaliser un petit graphique représentant la voie d'ascension du mont Carmel, par le chemin du rien, rien, rien, dessin qu'il accompagne de son poème légèrement modifié et complété.
Il donne alors aux sœurs, en les faisant évoluer dans le temps, des schémas de la Montée du Carmel, plan dans lequel il trace les différents chemins et obstacles de l'union à Dieux. Les dessins, surnommés « Monte Carmelo » visaient donc à expliquer le chemin spirituel de manière imagée. Le poème complétant le dessin. Il ne reste cependant que très peu d'originaux des exemplaires de Jean de la Croix, la plupart sont des copies faites après sa mort, et certains exemplaires ont disparu.
Les dessins du « Monte Carmelo » ne sont pas présents dans toutes les éditions de La Montée du Carmel. Jean de la Croix fait cependant mention du dessin à plusieurs reprises dans son ouvrage montrant la place centrale du dessin dans l'œuvre,. Le premier dessin donné à Madeleine du Saint-Esprit est conservé au couvent carmélitain de Notre-Dame-des-Neiges (Villa de Burgos, Malaga).
Ce poème est peu moins connu que les autres grands poèmes mystiques (La Nuit obscure, Le Cantique spirituel, La Vive Flamme d'amour), et il est parfois absent de publications des œuvres poétiques de Jean de la Croix. Il est également omis de certaines publications des œuvres complètes (à l'exception de la partie intégrée au traité La Montée du Carmel, dans le chapitre 13). La carte étant présentée seule, voir carrément omise

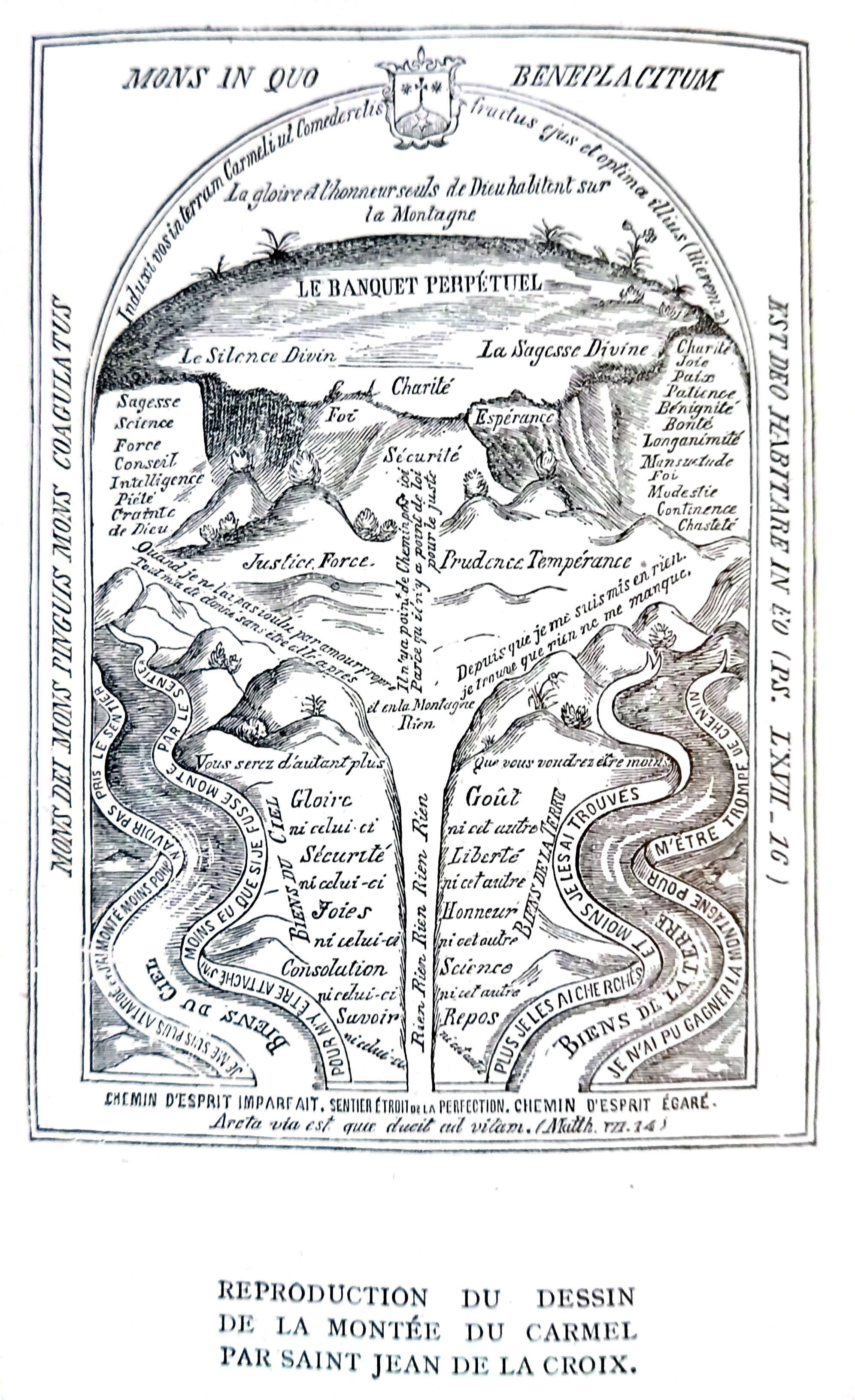
Reproduction du dessin de la montée du Carmel par Saint-Jean de la croix en français

## Présentation du poème

### Présentation
Le poème intitulé la Montée du Carmel a été composé par Jean de la Croix, probablement après le début de la rédaction du traité, car il n'est cité qu'au chapitre 13 du premier livre. Ce poème est le même que celui repris dans le dessin, à quelques différences mineures près si on le compare à la version présentée à la fin du chapitre 13. Certaines éditions indiquent également un « titre » pour chacun des quatre paragraphes : 
- manière d'obtenir tout ;
- manière d'arriver au tout ;
- indice que l'on obtient tout ;
- indice que l'on possède tout.

### La Montée du Carmel
Version du poème présenté dans le traité spirituel. Traduction de l'abbé Jean Maillard (1695).
Pour goûter tout, n’ayez du goût pour aucune chose.

Pour savoir tout, désirez de ne rien savoir.

Pour posséder tout, souhaitez de ne rien posséder.

Pour être tout, ayez la volonté de n’être rien en toutes choses.

Pour parvenir à ce que vous ne goûtez pas,

vous devez passer par ce qui ne frappe point votre goût.

Pour arriver à ce que vous ne savez pas,

il faut passer par ce que vous ignorez.

Pour avoir ce que vous ne possédez pas,

il est nécessaire que vous passiez par ce que vous n’avez pas.

Pour devenir ce que vous n’êtes pas,

vous devez passer par ce que vous n’êtes pas.

Lorsque vous vous arrêtez à quelque chose,

vous cessez de vous jeter dans le tout.

Car pour venir au tout du tout,

vous devez vous renoncer au tout du tout.

Et quand vous serez arrivé à la possession du tout,

vous devez le retenir en ne voulant rien.

Car si vous voulez avoir quelque chose dans le tout,

vous n’avez pas votre trésor tout pur en Dieu.

## Publications

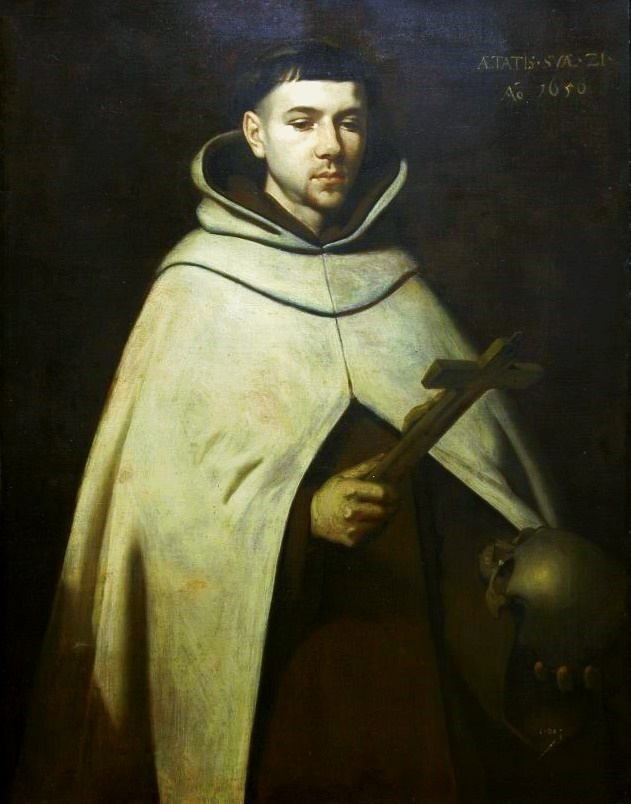
Portrait de Jean de la Croix, par Zurbarán.

Ce poème a été diffusé et publié (partiellement) en même temps que le traité mystique homonyme. Mais de très rares publications l'ont édité et traduit dans l'intégralité du texte. Voici quelques dates de publications :
- 1618 : publié en espagnol à Alcala, avec deux autres ouvrages[13].
- 1622 : publication à Paris de l'œuvre traduite par G. Gaultier[14].
- 1627 : publication à Bruxelles chez Godofredo Schoevarts[15].
- 1630 : publication intégrale de l'œuvre de Jean de la Croix en espagnol[16].
- 1641 : Traduction en français des Œuvres spirituelles[17] de Jean de la Croix par Cyprien de la Nativité de la Vierge. Plusieurs  rééditions sont réalisées au cours du XVIIe siècle (1645,  1652,  1675...). Cette version est rééditée au XXe siècle[18].
- 1695 : traduction par Jean Maillart (jésuite)[19]. Cette version est retenue au XIXe siècle dans la Patrologie de Migne[18].
- 1933-1937 : Œuvres complètes de Jean de la Croix, traduction nouvelle par Mère Marie du Saint-Sacrement, en 4 volumes.
- Jean de la Croix, Œuvres Complètes, Éditions du Cerf, coll. « Œuvres de Jean de la Croix », 1990, 1871 p. (ISBN 978-2-204-06643-3), p. 563.